# باغستان (فردوس)
شهر باغستان، شهری است در بخش اسلامیه شهرستان فردوس در استان خراسان جنوبی در شرق ایران.
بر اساس سرشماری سال ۱۳۹۵، جمعیت این شهر، ۲٬۷۰۴ نفر بوده‌است.
این شهر تا اردیبهشت ۱۳۹۹، با عنوان روستای باغستان علیا، مرکز دهستان باغستان شهرستان فردوس بود که همزمان با جدا شدن بخش اسلامیه از بخش مرکزی شهرستان فردوس، با تغییر نام به باغستان، به شهر ارتقا پیدا کرد. بعد از این اتفاق، روستای باغستان سفلی به عنوان مرکز دهستان باغستان انتخاب شد.

## موقعیت
شهر باغستان، در فاصله ۱۰ کیلومتری شمال شرقی شهر فردوس قرار دارد.
این شهر، دارای آب و هوایی مطلوب و مناظر طبیعی زیبا می‌باشد که آن را به یکی از مناطق ییلاقی و گردشگری شهرستان فردوس تبدیل کرده به‌گونه‌ای که این شهر به عنوان منطقهٔ نمونهٔ گردشگری تصویب شده‌است. منطقهٔ گردشگری باغستان و آبگرم، تنها در ۱۵ روز نخست تیرماه ۱۳۸۸، با جذب ۲۷۶ هزار نفر بازدیدکننده، بیشترین میزان ورودی مسافر در این مدت را در استان خراسان جنوبی داشته‌است.
جاده فردوس به گناباد از وسط این شهر عبور می‌کند که در دو طرف جاده، درختان بید، چنار و سپیدار سر به فلک کشیده جلوه خاصی به آن داده و تمام مسیر را سایه می‌کنند. همچنین آب قنات تاریخی بلده از دو طرف جاده عبور می‌کند. در مسیر آب این قنات، بیش از ۲۰ آسیاب آبی قرار داشته که تعدادی از آنها، از جمله آسیاب تاریخی معروف به آسیاب آبی حاجی خان هنوز هم باقی مانده‌اند.
محصول انار باغستان، مرغوب‌ترین انار منطقهٔ فردوس می‌باشد.

## آثار تاریخی
- آسیاب آبی باغستان-دوره صفوی
- آسیاب آبی حاجی خان- دوره قاجاریه